# Vicariato apostolico del Caroní
Il vicariato apostolico del Caroní (in latino Vicariatus Apostolicus Caronensis) è una sede della Chiesa cattolica in Venezuela immediatamente soggetta alla Santa Sede. Nel 2022 contava 59.100 battezzati su 93.340 abitanti. È retto dal vescovo Gonzalo Alfredo Ontiveros Vivas.

## Territorio
Il vicariato apostolico comprende nella parte sud-orientale dello stato venezuelano di Bolívar il comune di Gran Sabana , la parte meridionale del comune di Angostura e l'estremità meridionale del comune di Sucre. Deve il suo nome al Río Caroní che lo attraversa.
Sede del vicariato è la città di Santa Elena de Uairén, dove si trova la cattedrale di Sant'Elena.
Il territorio è suddiviso in 6 parrocchie.

## Storia
Il vicariato apostolico è stato eretto il 4 marzo 1922 con la bolla Quoties Romani di papa Pio XI, ricavandone il territorio dalla diocesi di Santo Tomás de Guayana (oggi arcidiocesi di Ciudad Bolívar).
Il 30 luglio 1954 ha ceduto una porzione del suo territorio a vantaggio dell'erezione del vicariato apostolico di Tucupita.
Il 25 marzo 1988 in forza del decreto Quo aptius della Congregazione per i Vescovi, l'intero comune di Sifontes è passato sotto la diocesi di Ciudad Guayana: in precedenza una parte del comune faceva parte del territorio del vicariato apostolico.
Nel 2020 la cura pastorale del vicariato apostolico è passata dall'ordine dei frati minori cappuccini, cui era inizialmente affidata, alla diocesi di San Cristóbal de Venezuela.

## Cronotassi dei vescovi
Si omettono i periodi di sede vacante non superiori ai 2 anni o non storicamente accertati.
- Benvenuto Diego Alonso y Nistal, O.F.M.Cap. † (27 novembre 1923 - 24 marzo 1938 dimesso)
- Constantino Gómez Villa, O.F.M.Cap. † (14 luglio 1938 - 11 ottobre 1967 ritirato)
- Mariano Gutiérrez Salazar, O.F.M.Cap. † (11 marzo 1968 - 28 maggio 1993 ritirato)
- Santiago Pérez Sánchez, O.F.M.Cap.[4] † (28 maggio 1993 - 2 luglio 1994 deceduto)
- Jesús Alfonso Guerrero Contreras, O.F.M.Cap. (6 dicembre 1995 - 9 aprile 2011 nominato vescovo di Machiques)
  - Sede vacante (2011-2014)
- Felipe González González, O.F.M.Cap. (26 maggio 2014 - 27 aprile 2021 ritirato)
- Gonzalo Alfredo Ontiveros Vivas, dal 27 aprile 2021

## Statistiche
Il vicariato apostolico nel 2022 su una popolazione di 93.340 persone contava 59.100 battezzati, corrispondenti al 63,3% del totale.
| anno | popolazione | popolazione | popolazione | presbiteri | presbiteri | presbiteri | presbiteri                | diaconi | religiosi | religiosi | parrocchie |
| anno | battezzati  | totale      | %           | numero     | secolari   | regolari   | battezzati per presbitero | diaconi | uomini    | donne     | parrocchie |
| ---- | ----------- | ----------- | ----------- | ---------- | ---------- | ---------- | ------------------------- | ------- | --------- | --------- | ---------- |
| 1950 | 82.897      | 86.554      | 95,8        | 19         | 3          | 16         | 4.363                     |         | 23        | 22        | 11         |
| 1966 | 12.364      | 12.958      | 95,4        | 13         | 1          | 12         | 951                       |         | 14        | 12        | 5          |
| 1970 | 15.311      | 16.776      | 91,3        | 12         | 1          | 11         | 1.275                     |         | 15        | 12        |            |
| 1976 | 12.697      | 14.300      | 88,8        | 12         | 1          | 11         | 1.058                     |         | 15        | 17        | 5          |
| 1980 | 13.202      | 14.230      | 92,8        | 14         | 2          | 12         | 943                       |         | 15        | 19        | 5          |
| 1990 | 21.858      | 27.128      | 80,6        | 8          | 1          | 7          | 2.732                     |         | 11        | 19        | 5          |
| 1999 | 34.000      | 45.000      | 75,6        | 10         | 1          | 9          | 3.400                     |         | 13        | 21        | 6          |
| 2000 | 35.000      | 46.000      | 76,1        | 12         | 1          | 11         | 2.916                     |         | 13        | 21        | 6          |
| 2001 | 36.000      | 48.100      | 74,8        | 10         | 1          | 9          | 3.600                     |         | 15        | 21        | 6          |
| 2002 | 37.100      | 49.000      | 75,7        | 9          | 1          | 8          | 4.122                     |         | 10        | 20        | 6          |
| 2003 | 37.800      | 50.000      | 75,6        | 9          | 1          | 8          | 4.200                     |         | 12        | 18        | 6          |
| 2004 | 38.100      | 50.500      | 75,4        | 9          | 1          | 8          | 4.233                     |         | 13        | 15        | 6          |
| 2010 | 41.550      | 56.000      | 74,2        | 8          | 2          | 6          | 5.193                     |         | 13        | 13        | 5          |
| 2014 | 57.000      | 90.000      | 63,3        | 7          | 1          | 6          | 8.142                     |         | 16        | 10        | 5          |
| 2017 | 59.375      | 93.685      | 63,4        | 4          | 1          | 3          | 14.843                    |         | 4         | 5         | 6          |
| 2020 | 57.700      | 91.100      | 63,3        | 5          | 2          | 3          | 11.540                    |         | 4         | 3         | 6          |
| 2022 | 59.100      | 93.340      | 63,3        | 8          | 5          | 3          | 7.387                     |         | 4         | 2         | 6          |